# Wandelroute GR561

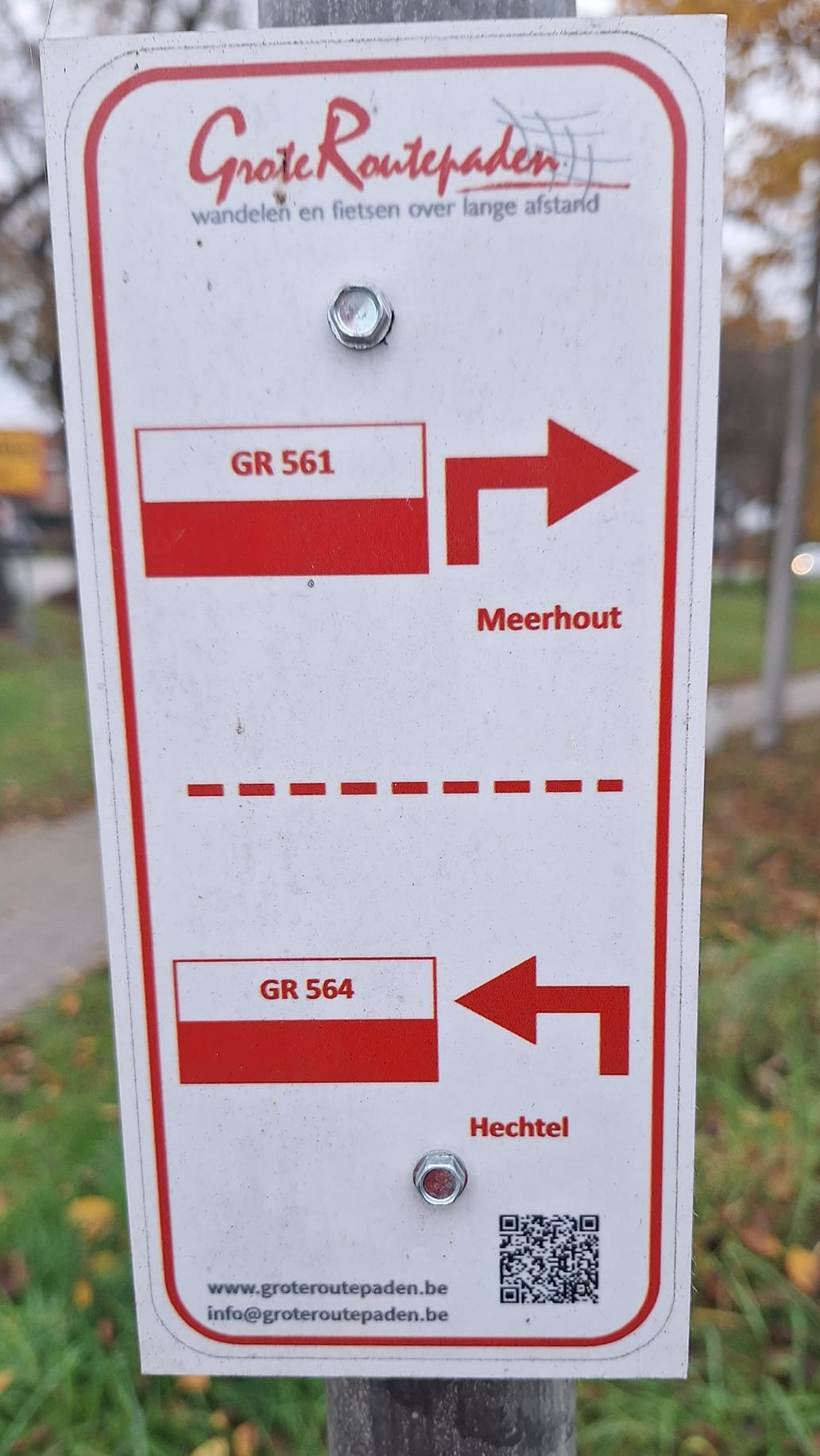
GR561

Wandelroute GR561 of Kempen-Maaspad  is een GR-pad in België. Het pad is in totaal 224 kilometer lang en loopt van Diest door de Antwerpse en Limburgse Kempen tot Maastricht. De route loopt langs Diest - Geel - Balen - Lommel - Valkenswaard - Hamont - Bree (stad) - Eisden - Pietersheim - Lanaken - Vroenhoven - Maastricht.